# Приватний режим

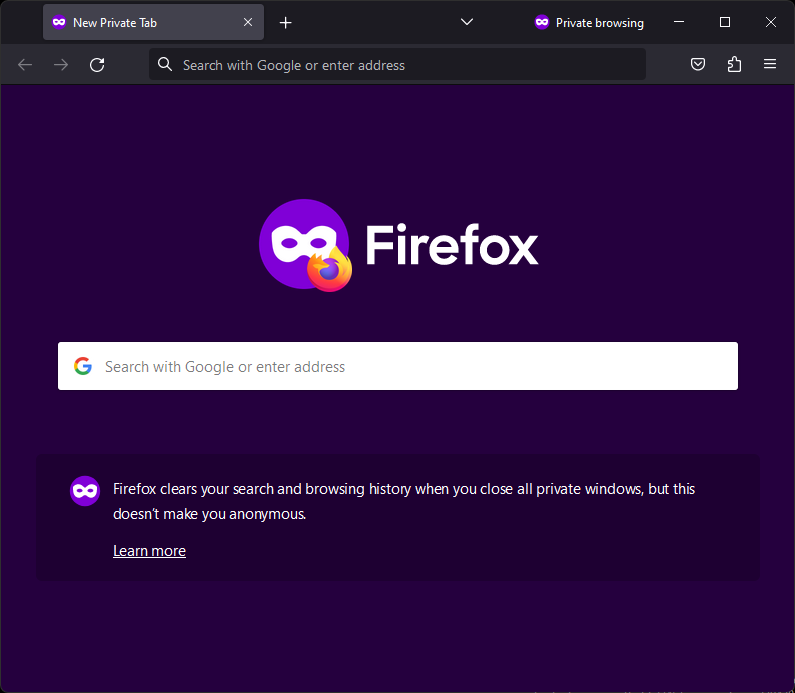
Початкова сторінка режиму приватного перегляду в Firefox.

Приватний режим є функцією конфіденційності в деяких веб-переглядачах . При роботі в такому режимі браузер створює тимчасовий сеанс, який ізольовано від основного сеансу браузера та даних користувача. Історія веб-перегляду не зберігається, а локальні дані, пов'язані із сеансом, наприклад файли cookie, веб-кеш, очищаються після закриття сеансу. Ці режими призначені насамперед для запобігання зберіганню даних і історії, пов'язаних із певним сеансом веб-перегляду, на пристрої або виявлення іншим користувачем того самого пристрою.
У веб-розробці його можна використовувати для швидкого тестування відображення сторінок, як вони виглядають для відвідувачів, які вперше відвідують сайт.
Режими приватного перегляду не обов'язково захищають користувачів від стеження з боку інших веб-сайтів або їх постачальника послуг Інтернету (ISP). Крім того, існує ймовірність витоку ідентифікованих слідів активності з сеансів приватного перегляду за допомогою операційної системи, недоліків безпеки у веб-переглядачі або через зловмисні розширення веб-переглядача, і було виявлено, що певні API HTML5 можна використовувати для виявити наявність режимів приватного перегляду через відмінності в поведінці. Зазвичай тому деякі люди плутають приватний перегляд із VPN.

## Історія
Браузер Safari від Apple був одним із перших великих веб-браузерів, який включив цю функцію. Відтоді ця функція була прийнята в інших браузерах і призвела до популяризації цього терміну у 2008 році основними новинними виданнями та комп'ютерними веб-сайтами під час обговорення бета- версій Internet Explorer 8. Adobe Flash Player 10.1 почав враховувати налаштування браузера та статус приватного перегляду щодо зберігання локальних спільних об'єктів.

## Використання
Зазначене використання режимів приватного перегляду включає приховування небажаного вмісту в історії веб-перегляду (наприклад, відвідування веб-сайтів, орієнтованих на дорослих), виконання веб-пошуку, на який алгоритмічно не впливають попередні звички перегляду чи записані інтереси користувача, забезпечення «чистого» тимчасового сеансу для гостя (наприклад, під час використання загальнодоступного комп'ютера), і використання веб-сайтів з кількома обліковими записами одночасно. Приватний перегляд також використовувався як спосіб обійти платні екрани на деяких веб-сайтах.
В опитуванні пошукової системи DuckDuckGo 48 % учасників відмовилися відповідати (провідний дослідник Елі Бурштейн зазначив, що «опитування явно не найкращий спосіб зрозуміти, чому люди використовують режим приватного перегляду через фактор збентеження»), і 18 % вказали шопінг як основне використання режимів приватного перегляду.
Дослідження Mozilla Foundation показало, що більшість сеансів тривали лише близько 10 хвилин, але були періоди, коли активація зростала, зазвичай близько 11 ранку до 2 вечора, 5 вечора, між 9 год вечора та 10 вечора та незначний пік приблизно через годину-дві після півночі.

## Підтримка в популярних браузерах
Приватний перегляд відомий під різними назвами в різних браузерах.
| Дата              | Браузер             | Синонім |
| ----------------- | ------------------- | --- |
| 29 квітня 2005    | Safari 2.0          | Приватний перегляд (Command⌘+Shift+n) |
| 11 грудня 2008    | Google Chrome       | Інкогніто (Ctrl+Shift+n або ⌘+Shift+n для Mac) |
| 19 березня 2009   | Internet Explorer   | Перегляд InPrivate (Ctrl+Shift+p або ⌘+Shift+p для Mac)                                                                                            |
| 30 червня 2009    | Mozilla Firefox 3.5 | Приватний перегляд (Ctrl+Shift+p або ⌘+Shift+p для Mac)                                                                                            |
| 2 березня 2010    | Opera 10.50         | Приватна вкладка/Приватне вікно (Ctrl+Shift+n або ⌘+Shift+n для Mac)                                                                               |
| 18 листопада 2014 | Amazon Silk         | Приватний перегляд (проведіть пальцем від лівого краю екрана, а потім торкніться «Налаштування» та виберіть «Увійти в режим приватного перегляду») |
| 29 липня 2015     | Microsoft Edge      | Перегляд InPrivate (Ctrl+Shift+n або ⌘+Shift+p для Mac)                                                                                            |
| 13 листопада 2019 | Brave               | Приватний перегляд (Ctrl+Shift+n або ⌘+Shift+n для Mac)                                                                                            |

## Безпека
Поширеною є помилкова думка, що режими приватного перегляду можуть захистити користувачів від відстеження з боку інших веб-сайтів або їхнього Інтернет-провайдера (ISP). Такі організації все ще можуть використовувати таку інформацію, як IP-адреси та облікові записи користувачів, для унікальної ідентифікації користувачів. Деякі веб-переглядачі частково усунули цей недолік, запропонувавши додаткові функції конфіденційності, які можна автоматично ввімкнути під час використання режиму приватного перегляду, наприклад функцію «Захист від відстеження» Firefox для контролю використання веб-трекерів (яку з того часу перетворили на більшу «блокування вмісту»). функція розширена за межами режиму приватного перегляду), а Opera пропонує внутрішню службу VPN, вбудовану в браузер.
Бразильські дослідники опублікували результати проєкту, у якому вони застосували криміналістичні методи (а саме інструмент для вирізання даних Foremost і програму Strings), щоб отримати інформацію про дії користувачів, які переглядають веб-переглядачі в браузерах Internet Explorer і Firefox з увімкненим приватним режимом. Їм вдалося зібрати достатньо даних, щоб ідентифікувати відвідані сторінки та навіть частково їх реконструювати. Пізніше це дослідження було розширено й охопило браузери Chrome і Safari. Зібрані дані довели, що реалізація приватного режиму браузерів не здатна повністю приховати дії користувачів у веб-переглядачі та що браузери в приватному режимі залишають сліди дій у кешуванні структур і файлів, пов'язаних із процесом підкачки операційної системи.
Інший незалежний аналіз безпеки, проведений групою дослідників з Університету Ньюкасла, повідомив про низку потенційних уразливостей безпеки під час реалізації приватних режимів у Chrome, Firefox, Internet Explorer і Safari, зокрема:
- Розширення веб-переглядача могли записувати історію, якщо вони були активні в приватному режимі. Попри те, що з того часу Chrome і Firefox вимагали ввімкнення розширень для режимів приватного перегляду,[21] встановлене розширення у звичайному режимі могло дізнатися про дії користувача в приватному режимі, вимірюючи використання спільних обчислювальних ресурсів.
- Видалення даних одним лише браузером недостатньо. Наприклад, записи про відвідані веб-сайти під час приватного сеансу можуть зберігатися в пам'яті тривалий час навіть після закриття приватного сеансу. Крім того, записи про відвідані веб-сайти зазвичай зберігаються операційною системою в локальному кеші DNS.[22] Крім того, змінені часові мітки певних файлів профілю, збережених на диску, можуть показувати, чи був приватний режим раніше ввімкнено та коли він був увімкнений.
- Було виявлено, що програмні помилки в деяких браузерах серйозно погіршують безпеку приватного режиму. Наприклад, у деяких попередніх версіях Safari браузер зберігав приватні записи історії веб-перегляду, якщо програма браузера не закривалася належним чином (наприклад, у результаті збою) або якщо користувач додавав закладку в приватному режимі.
- Залежно від того, у якому режимі відбувається сеанс: приватний чи звичайний, веб-браузери зазвичай демонструють різні інтерфейси користувача та характеристики трафіку. Це дозволяє віддаленому веб-сайту визначити, чи перебуває користувач зараз у приватному режимі, наприклад, перевіривши колір гіперпосилань або вимірявши час запису файлів cookie.

Помилки та вразливі місця в безпеці самих розширень також можуть призвести до витоку ідентифікаційних даних із приватного режиму. Реалізації HTML5 FileSystem API можна використовувати для виявлення користувачів у приватному режимі. У Google Chrome API FileSystem був недоступний у режимі анонімного перегляду до версії 76. Щоб запобігти обходу політики платного доступу та уникненню сценаріїв веб-відстеження, які використовуються для монетизації трафіку, низка веб-сайтів, зокрема The New York Times, використовували таку поведінку, щоб блокувати доступ користувачам у режимі приватного перегляду та вимагати від них підписатися або ввійти. . Chrome 76 дозволяє використовувати API FileSystem у режимі анонімного перегляду; пояснюючи зміни, Google стверджував, що можливість виявлення використання режиму інкогніто порушує конфіденційність користувачів. Однак пізніше було виявлено, що квоти дискового простору для API відрізняються між звичайним і анонімним режимами, забезпечуючи ще один спосіб виявлення анонімних користувачів. Попри протилежні заяви Google, це ще не виправлено. Також були розроблені сценарії для виявлення режиму приватного перегляду в інших браузерах, таких як Firefox.